# Paul Srere
Paul Arnold Srere (ur. 1 września 1925 w Davenport, zm. 11 lipca 1999) – amerykański biochemik związany z Veterans Administration Hospital w Dallas.
Zajmował się głównie enzymologią i cyklem kwasu cytrynowego; wprowadził do biochemii termin metabolonu. 

## Prace
- Robinson JB, Jr. & Srere PA. (1986) Interactions of sequential metabolic enzymes of the mitochondria: a role in metabolic regulation, pp. 159–171 in Dynamics of Biochemical Systems (ed. Damjanovich S, Keleti T & Trón L), Akadémiai Kiadó, Budapest
- Srere PA. (1967) Enzyme concentrations in tissues. Science 58, 936–937
- Srere PA. (1988) On the origin of the squiggle, pp. 135–138 in  The Roots of Modern Biochemistry  (ed. Kleinkauf, H., Döhren, H. von & Jaenicke, L.), Walter de Gruyter, Berlin